# Olavi Borg

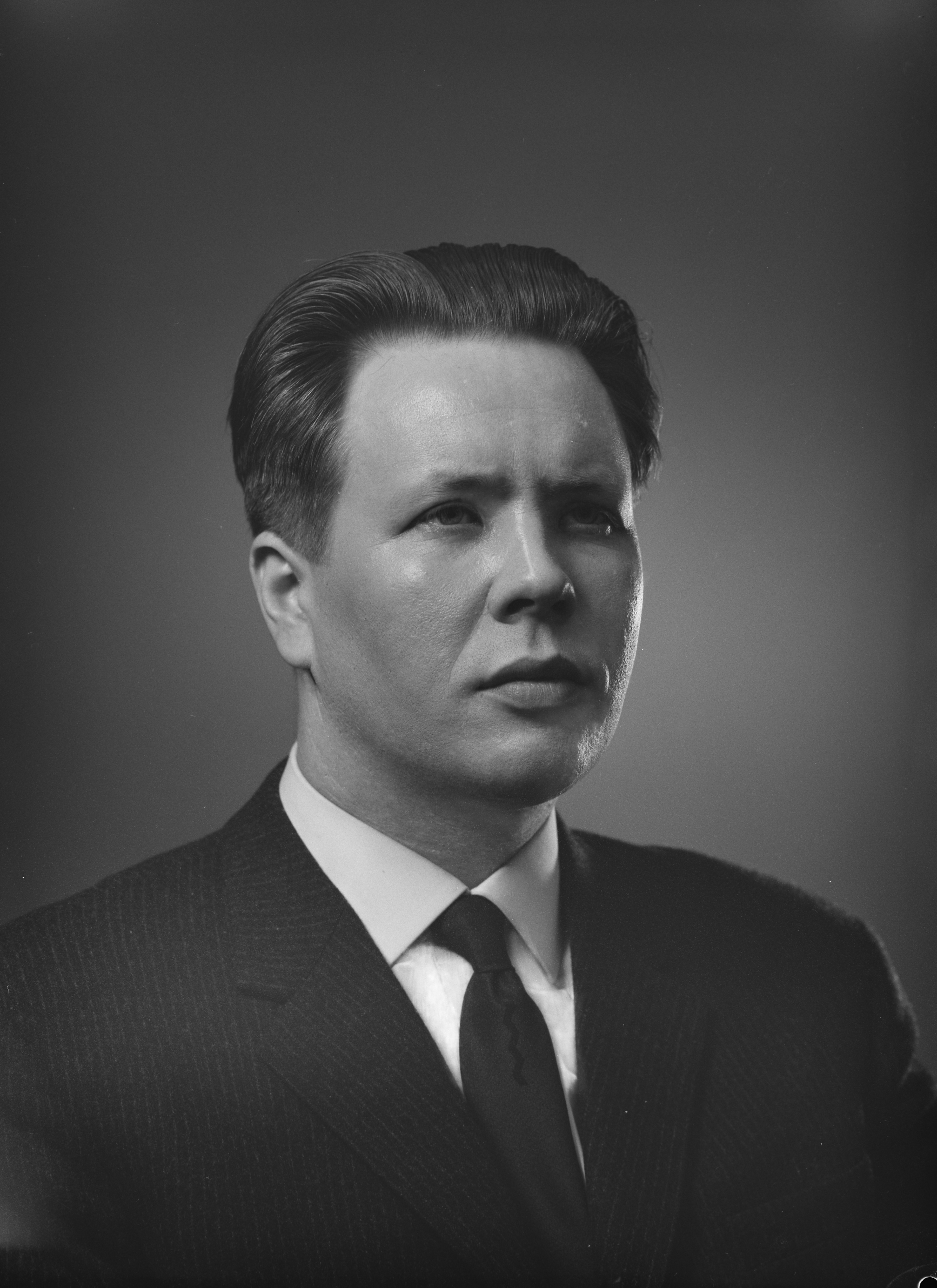
Olavi Borg.

Olavi Allan Borg, född 30 mars 1935 i Janakkala, död 26 mars 2020 i Tammerfors, var en finländsk statsvetare. 
Borg blev student 1955, politices kandidat 1958, politices licentiat 1961 och politices doktor 1964. Han var docent i statslära 1965–1969 och professor i samma ämne vid Tammerfors universitet 1973–1999. Han har i flera arbeten behandlat de finländska partiernas ideologier och program. Han har även undersökt bland annat fackföreningsledares och företagsledares relationer till samhället. Han var representant för Liberala folkpartiet i Finlands riksdag 1972–1975.